# 阿布杜·帕塔·烏囊
阿布杜·帕塔·烏囊（1937年—），印尼前男子羽球運動員。
阿布杜在1964年和1967年代表印尼參加湯姆斯盃比賽。1964年湯姆斯盃面對丹麥的挑戰賽中，他與陳景源搭檔雙打，先是輸給芬·科貝羅/約爾根·哈莫加德·漢森組合，隨後贏了厄蘭·科普斯/亨寧·波希組合，最後印尼以5-4獲勝。1964年湯姆斯盃面對馬來西亞的挑戰賽中，他仍然與陳景源搭檔雙打（但後者這屆改用印尼語名字達馬萬·蘇帕提立），在第一次上陣輸給陳貽權和伍文美組合，比賽後來因故中斷，印尼最後被判棄權而以3-6衛冕失敗。
他曾在亞運會上獲得2面男子雙打銅牌，搭檔分別是1962年的圖坦·賈馬路丁，以及1966年的陳景源。